# American Veterinary Medical Association
L'American Veterinary Medical Association (AVMA) est une association sans but lucratif, fondée en 1863, qui représente plus de 89 000 vétérinaires des États-Unis œuvrant dans tous les secteurs d'activité, non seulement libéral ou indépendant, mais aussi salarié et public, du gouvernement, de l'industrie, de l'enseignement, de la recherche et des services dits en uniforme (armée...).
L'AVMA délivre de l'information et assure de la formation continue. Elle facilite aussi pour ses membres l'obtention de remises pour des achats de produits et de services. Dans le domaine de la réglementation, elle exerce son influence en faveur du bien-être animal au sein des différentes formes d'élevage en rapport avec les besoins humains (production d'aliments et de fibres, recherche, compagnie et loisirs, parcs zoologiques).
Le département de l'Éducation des États-Unis (ED) a désigné l'AVMA comme organisme d'accréditation pour les 30 écoles vétérinaires des États-Unis et pour les écoles étrangères qui demandent cette accréditation. Avec ce pouvoir et cette compétence, l'AVMA est attachée au maintien et au développement des standards éducatifs de ces institutions afin de garantir les qualifications et la compétence de leurs diplômés.
L'AVMA publie le Journal of the American Veterinary Medical Association et l'American Journal of Veterinary Research.
L'organisation vétérinaire étudiante de l'AVMA est la Student American Veterinary Medical Association (SAVMA).

## Histoire
L'American Veterinary Medical Association (AVMA) a été fondée in 1863, quand 40 délégués représentant sept États de l'Est des États-Unis tinrent une convention à New York. À l'origine dénommée United States Veterinary Medical Association (USVMA), elle fut renommée AVMA in 1889.
La création de l'association et son développement sont étroitement attachés à l'action d'Alexandre Liautard, vétérinaire français qui exerça son métier à New York de 1860 à 1900 où il fonda l' American Veterinary College et l' American Véterinary Review qui devint le Journal of the American Veterinary Association en 1915.
En 1913, lors de son cinquantenaire, l'AVMA comptait 1 650 membres, la qualité de membres étant réservée aux seuls diplômés des écoles vétérinaires accréditées.
Aujourd'hui, l'AVMA a plus de 89 000 membres engagés dans une grande variété d'activités : les soins aux animaux de compagnie, de sport et de loisir ainsi qu'aux élevages de rente en agriculture, la santé publique, la sécurité des aliments, l'enseignement, la recherche, et l'armée.

## Politiques publiques de l'AVMA
L'AVMA élabore des politiques publiques, (avis, préconisations, recommandations), en réponse aux demandes de ses membres et de parties prenantes. Ces déclarations ont une portée générale et se fondent sur les meilleures preuves scientifiques disponibles.
C'est ainsi qu'en 2005 l'AVMA a exprimé sa position sur le logement des truies gestantes, en considérant « qu'étant donné le nombre de variables et la grande variation des performances au sein des différents systèmes de logement de truies gestantes, soit entretenues libres et en lot, soit en stalles individuelles, aucun système n'est clairement meilleur que les autres sous toutes les conditions et selon tous les critères du bien-être animal » (traduit de l'anglais).
Cette position de l'AVMA a été adoptée après une revue exhaustive réalisée par un groupe d'experts, multidisciplinaire et avec des visées différentes, qui ont produit un rapport d'accompagnement sur le logement des truies gestantes.
L'AVMA a voté sur plusieurs avis visant à prendre formellement position contre le gavage des oiseaux en relation avec la production de foie gras. Bien que le foie gras ait été banni dans beaucoup de pays d'Europe, aussi bien que dans l'État de Californie, l'AVMA a choisi de ne pas prendre position pour ou contre le foie gras tant en raison de l'absence de connaissances scientifiques spécifiques concernant les aspects bien être de la production de foie gras que d'opinions contradictoires parmi ses membres. L'AVMA a publié une fiche d'information sur les implications bien être de la production de foie gras.

## Legislation
L'AVMA a soutenu le Veterinary Medicine Mobility Act of 2014, une loi qui a amendé le Controlled Substances Act (CSA) pour clarifier le fait que les vétérinaires ne sont pas tenus de tenir des registres séparés pour dispenser hors de leur cabinet des substances à usage réglementairement contrôlé, quand ils traitent des animaux dans les élevages,. L'AVMA a fait valoir que « le CSA devait être amendé afin que les animaux de notre nation ne souffrent pas inutilement » (traduit de l'anglais). En raison d'une interprétation de la loi par la Drug Enforcement Administration, les vétérinaires n'étaient pas autorisés à transporter ces substances à usage contrôlé dans les lieux de maintien de leurs patients animaux.

## Accréditation académique
Deux comités au sein de l'AVMA sont chargés de l'accréditation de l'enseignement vétérinaire : le Council on Education (COE) et le Committee on Veterinary Technician Education and Activities (CVTEA).
Le premier est responsable de l'accréditation des collèges et écoles vétérinaires et le second, des programmes de formation des techniciens vétérinaires.

### Collèges et écoles accrédités
Les établissements qui suivent ont été accrédités par l'AVMA (tableau en cours d'élaboration) :

### Programmes de formation de techniciens vétérinaires accrédités par l'AVMA
L'AVMA accrédite les programmes de formation de technicien vétérinaire dans tous les États des États-Unis, à l'exception de l'Arkansas, du Montana, et de Washington D.C. Elle accrédite aussi un programme au Canada et des programmes d'enseignement à distance.

## Spécialistes en médecine vétérinaire
Un spécialiste vétérinaire, tel que reconnu par l'AVMA, est un vétérinaire diplômé qui a accompli avec succès le parcours dit de « board certification » dans une organisation de spécialistes vétérinaires reconnue par l'AVMA (ie, un board ou college). Pour avoir la certification d'un board, un vétérinaire doit avoir acquis une formation et une expérience approfondies dans une spécialité donnée après l'obtention de son diplôme de vétérinaire et subir avec succès des examens et une évaluation de ses compétences réalisés par l'organisation, (board ou collège), de cette spécialité.
L'AVMA reconnait les 20 organisations (boards ou collèges) de spécialistes vétérinaires suivantes :

### Spécialités
Les spécialités reconnues sont au nombre de 40, énumérées dans le tableau qui suit: